# Phi2 Lupi
Pour les articles homonymes, voir Phi Lupi.
Désignations
Phi2 Lupi (en abrégé φ2 Lup) est une étoile de la constellation australe du Loup. Elle est visible à l'œil nu avec une magnitude apparente de 4,54. L'étoile présente une parallaxe annuelle de 6,28 mas mesurée par le satellite Hipparcos, ce qui indique qu'elle est distante d'environ ∼ 520 a.l. (∼ 159 pc) de la Terre. À cette distance, sa magnitude visuelle est diminuée de 0,052 ± 0,013 en raison de l'extinction créée par la poussière interstellaire. Elle est membre du sous-groupe Haut-Centaure Loup de l'association Scorpion-Centaure, qui est l'association d'étoiles massives de types O et B la plus proche du Système solaire.
Phi2 Lupi est une étoile bleu-blanc de la séquence principale de type spectral B4 V,. Elle est estimée être 6,1 fois plus massive que le Soleil et être âgée de 40 millions d'années. Elle tourne sur elle-même à une vitesse de rotation projetée de 141 km/s. Le rayon de l'étoile est 3,4 fois plus grand que le rayon solaire, elle est 800 fois plus lumineuse que le Soleil et sa température de surface est de 16 780 K.